# Carlo Micheluzzi
Carlo Micheluzzi (Napoli, 10 maggio 1886 – Venezia, 21 novembre 1973) è stato un attore italiano di teatro, cinema e televisione.

## Biografia
Attore, figlio d'arte e fratello di un altro attore (Leo Micheluzzi), inizia la sua carriera nel 1903 recitando nella compagnia veneta Zago-Borisi. Nel corso del tempo forma diverse compagnie di cui fanno parte nomi importanti come Gianfranco Giachetti, Cesco Baseggio e Gianni Cavalieri. Nel 1923 sposa l'attrice Margherita Seglin.
Interpreta con successo testi di Carlo Goldoni e Giacinto Gallina e nell'ambito del teatro dialettale è uno dei pochi a muoversi con disinvoltura tra ruoli sia comici che drammatici, stimolando diversi autori a scrivere opere in veneto o a tradurre in dialetto quelle in lingua italiana. Grande interprete del teatro goldoniano e veneto, interpreta con la regia di Renato Simoni Le baruffe chiozzotte nel 1936, La famiglia dell'antiquario nel 1939, La putta onorata nel 1950 con la regia di Giorgio Strehler e L'avaro fastoso nel 1956. Dopo essere ritornato nel 1957 per alcuni anni a formare una compagnia con Baseggio, Micheluzzi lascia le scene nel 1961, accomiatandosi dal pubblico in quella che rimane la sua ultima recitazione: Il burbero benefico di Goldoni.
Micheluzzi debutta nella maturità (1939) anche nel cinema interpretando gustosi ruoli come caratterista (in Ore 9: lezione di chimica è il facoltoso commendatore padre di Alida Valli e in Totò al giro d'Italia è il diavolo). Durante il periodo della Repubblica Sociale Italiana è uno dei pochi attori attivi nella cinematografia repubblicana sui set del Cinevillaggio a Venezia. 
Presente in diverse rappresentazioni di commedie goldoniane nei primi anni di attività della televisione, era il padre degli attori Tonino e Franco Micheluzzi.
È morto a Venezia nel 1973.

## Filmografia

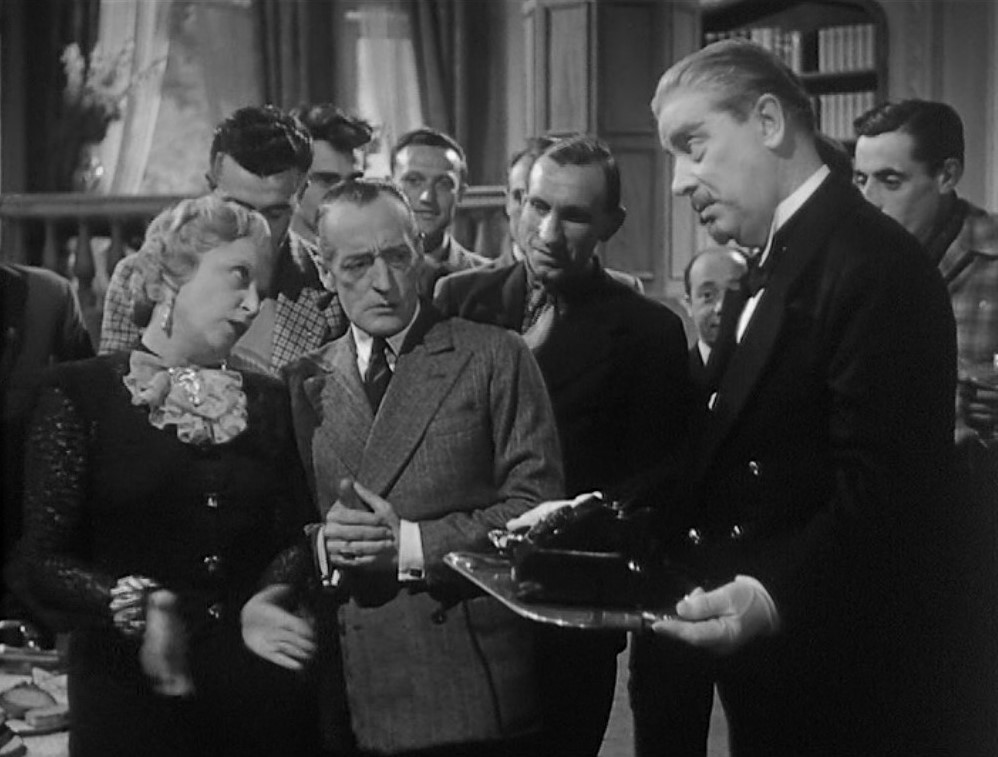
Carlo Micheluzzi con Totò e Giuditta Rissone in Totò al giro d'Italia del 1948

- Eravamo sette sorelle, regia di Mario Mattoli (1939)
- Lo vedi come sei... lo vedi come sei?, regia di Mario Mattoli (1939)
- Ore 9: lezione di chimica, regia di Mario Mattoli (1941)
- Voglio vivere così, regia di Mario Mattoli (1941)
- Avanti c'è posto..., regia di Mario Bonnard (1942)
- La donna è mobile, regia di Mario Mattoli (1942)
- Incontri di notte, regia di Nunzio Malasomma (1942)
- Una storia d'amore, regia di Mario Camerini (1942)
- C'è sempre un ma!, regia di Luigi Zampa (1943)
- In due si soffre meglio, regia di Nunzio Malasomma (1943)
- La locandiera, regia di Luigi Chiarini (1944)
- Fiori d'arancio, regia di Hobbes Dino Cecchini (1944)
- Peccatori, regia di Flavio Calzavara (1944)
- Senza famiglia, regia di Giorgio Ferroni (1944)
- I figli della laguna, regia di Francesco De Robertis (1945)
- Trent'anni di servizio, regia di Mario Baffico (1945)
- Il tiranno di Padova, regia di Max Neufeld (1946)
- La gondola del diavolo, regia di Carlo Campogalliani (1946)
- Sangue a Ca' Foscari, regia di Max Calandri (1947)
- L'orfanella delle stelle, regia di Giovanni Zannini (1947)
- Totò al giro d'Italia, regia di Mario Mattoli (1948)
- Sul ponte dei sospiri, regia di Antonio Leonviola (1952)
- La moglie è uguale per tutti, regia di Giorgio Simonelli (1955)
- Le diciottenni, regia di Mario Mattoli (1955)

## Prosa televisiva
- I rusteghi di Carlo Goldoni, regia di Cesco Baseggio e Lydia C. Ripandelli, trasmesso il 1º gennaio 1958.
- Il geloso avaro, regia di Cesco Baseggio e Lino Procacci, trasmesso il 17 febbraio 1958.
- Se no i xe mati non li volemo, regia di Carlo Lodovici e Alberto Gagliardelli, trasmesso il 29 settembre 1958.
- Il tramonto, regia di Carlo Lodovici e Alberto Gagliardelli, trasmesso il 27 ottobre 1958.

## Prosa teatrale
- Il campiello di Carlo Goldoni, regia di Renato Simoni, 1939.
- La putta onorata di Carlo Goldoni, regia di Giorgio Strehler, Venezia, 20 luglio 1950.
- Chi la fa l'aspetti di Carlo Goldoni, regia di Carlo Lodovici, 1959.

## Opere
- Carlo Micheluzzi, Sessant'anni di teatro, Rebellato, 1969